# 中島依美
中島 依美（なかじま えみ、1990年9月27日 - ）は、滋賀県野洲市出身の女子サッカー選手。慶州韓国水力原子力WFC所属。元サッカー日本女子代表。ポジションはミッドフィールダー。滋賀県立野洲高等学校出身。

## 経歴

### ユース
小学4年生の時にサッカーを始め、野洲ジュニアフットボールクラブに入団。中学生時代はスペランツァF.C.高槻の下部組織であるラガッツァFC高槻スペランツァでプレーしていた。チームメートには阪口夢穂や上辻佑実がいた。
2004年、中学2年生の時にU-15大阪府選抜チームに選出されて全日本女子ユース (U-15)サッカー選手権大会に出場しベスト4を経験した。同年U-18大阪府選抜チームにも選出されて全日本女子ユース (U-18)サッカー選手権大会に出場、大会準優勝を経験した。
2005年、ラガッツァ高槻の選手・スタッフがスペランツァ高槻傘下を離れてFCヴィトーリアを立ち上げる際に参加。
2006年、滋賀県立野洲高等学校に進学。中島が受験した直前には、乾貴士らを擁した男子サッカー部が第84回全国高等学校サッカー選手権大会で全国制覇を成し遂げており、「受験者が増えるなあ」と心配したというが、無事合格した。高校卒業までFCヴィトーリアでプレーし、その間国民体育大会滋賀県選抜チームに選出されて近畿地区ブロック大会にも出場した。

### シニア
2009年、高校卒業後INAC神戸レオネッサに入団。加入初年度は11試合に出場して1得点を挙げ、加入2年目は3トップの一角でレギュラーとしてプレーするようになった。
2013年11月、なでしこリーグのベストイレブンに初めて選出された。
2017年シーズン、チームは2年連続での2位に終わったが、リーグの個人表彰では敢闘賞と2013年以来2度目となるベストイレブンに選出された。
2022年7月25日、マイナビ仙台レディースへの移籍が発表された。2022-23シーズンはリーグ開幕戦でゴールを挙げるなど、公式戦全試合に出場し3得点。
2025年5月22日、契約満了に伴い仙台を退団することを発表。同年7月10日、韓国WKリーグの慶州韓国水力原子力WFCへ加入することが発表された。

### 代表
2010年、FIFA U-20女子ワールドカップに出場。4-4-2システムを採用する同代表では右MFとしてグループリーグ3試合にフル出場し、右足でのプレースキッカーを務めた。3戦目のイングランド戦では先制点を挙げ、右サイドからのフリーキックによって2得点目をアシストした。
2011年5月、W杯を直前に控えた日本女子代表のアメリカ遠征で、なでしこジャパンに初選出された。その後、W杯本大会には選出されなかったものの、同年8月に行われた、なでしこジャパンvsなでしこリーグ選抜では、リーグ選抜に選出されスタメン出場した。
2013年7月、東アジアカップ2013の初戦中国戦で後半12分にゴールを決め、代表初得点を記録した。
2015年7月、中国・武漢で行われた東アジア杯のメンバーに、合宿中に怪我をした小原由梨愛に代わり急遽追加招集された。第2戦の韓国戦では先制点となるミドルシュートを決めた。
2016年、リオデジャネイロオリンピックのサッカー女子アジア最終予選の日本代表メンバーに選出され、ベトナム戦では先制点をアシストしたが、チームは予選3位となり五輪出場権を逃した。

## 人物
2020年2月11日、しがスポーツ大使に就任した。

## 個人成績

### クラブ
| クラブ                 | シーズン | リーグ         | 背番号 | リーグ戦 | リーグ戦 | カップ戦 | カップ戦 | リーグ杯 | リーグ杯 | AFC  | AFC  | その他 | その他 | 合計 | 合計 |
| クラブ                 | シーズン | リーグ         | 背番号 | 出場     | 得点     | 出場     | 得点     | 出場     | 得点     | 出場 | 得点 | 出場   | 得点   | 出場 | 得点 |
| ---------------------- | -------- | -------------- | ------ | -------- | -------- | -------- | -------- | -------- | -------- | ---- | ---- | ------ | ------ | ---- | ---- |
| INAC神戸レオネッサ     | 2009     | なでしこ Div.1 | 15     | 11       | 1        | 3        | 1        | —        | —        | —    | —    | —      | —      | 14   | 2    |
| INAC神戸レオネッサ     | 2010     | なでしこ       | 13     | 18       | 2        | 4        | 2        | 3        | 0        | —    | —    | —      | —      | 25   | 4    |
| INAC神戸レオネッサ     | 2011     | なでしこ       | 19     | 13       | 1        | 1        | 0        | —        | —        | —    | —    | -      | -      | 14   | 1    |
| INAC神戸レオネッサ     | 2012     | なでしこ       | 19     | 14       | 4        | 4        | 0        | 5        | 1        | —    | —    | 3      | 0      | 23   | 5    |
| INAC神戸レオネッサ     | 2013     | なでしこ       | 7      | 18       | 1        | 4        | 2        | 10       | 0        | —    | —    | 2      | 2      | 32   | 3    |
| INAC神戸レオネッサ     | 2014     | なでしこ       | 7      | 23       | 0        | 2        | 1        | —        | —        | —    | —    | -      | -      | 25   | 1    |
| INAC神戸レオネッサ     | 2015     | なでしこ1部    | 7      | 19       | 3        | 4        | 1        | —        | —        | —    | —    | —      | —      | 23   | 4    |
| INAC神戸レオネッサ     | 2016     | なでしこ1部    | 7      | 18       | 5        | 5        | 0        | 6        | 0        | —    | —    | —      | —      | 29   | 5    |
| INAC神戸レオネッサ     | 2017     | なでしこ1部    | 7      | 18       | 8        | 2        | 1        | 5        | 3        | —    | —    | —      | —      | 25   | 12   |
| INAC神戸レオネッサ     | 2018     | なでしこ1部    | 7      | 16       | 5        | 5        | 1        | 5        | 1        | —    | —    | —      | —      | 26   | 7    |
| INAC神戸レオネッサ     | 2019     | なでしこ1部    | 7      | 18       | 2        | 4        | 1        | 2        | 1        | -    | -    | —      | —      | 24   | 4    |
| INAC神戸レオネッサ     | 2020     | なでしこ1部    | 7      | 15       | 2        | 3        | 1        | —        | —        | —    | —    | —      | —      | 18   | 3    |
| INAC神戸レオネッサ     | 2021-22  | WE             | 7      | 20       | 0        | 1        | 0        | —        | —        | —    | —    | —      | —      | 21   | 0    |
| INAC神戸レオネッサ     | 通算     | 通算           | 通算   | 221      | 34       | 42       | 11       | 36       | 6        | 0    | 0    | 5      | 2      | 304  | 53   |
| マイナビ仙台レディース | 2022-23  | WE             | 10     | 20       | 3        | 1        | 0        | 5        | 0        | —    | —    | —      | —      | 26   | 3    |
| マイナビ仙台レディース | 2023-24  | WE             | 10     | 21       | 2        | 2        | 0        | 5        | 2        | -    | -    | —      | —      | 28   | 4    |
| マイナビ仙台レディース | 2024-25  | WE             | 10     | 22       | 1        | 2        | 0        | 4        | 0        | -    | -    | —      | —      | 28   | 1    |
| マイナビ仙台レディース | 通算     | 通算           | 通算   | 63       | 6        | 5        | 0        | 14       | 2        | 0    | 0    | 0      | 0      | 82   | 8    |
| 慶州韓国水力原子力     | 2025     | WK             |        |          |          |          |          |          |          |      |      | —      | —      |      |      |
| 通算                   | 日本     | 日本           | 1部    | 284      | 40       | 47       | 11       | 50       | 8        | 0    | 0    | 5      | 2      | 386  | 61   |
| 通算                   | 韓国     | 韓国           | 1部    |          |          |          |          |          |          |      |      |        |        |      |      |
| 総通算                 | 総通算   | 総通算         | 総通算 | 284      | 40       | 47       | 11       | 50       | 8        | 0    | 0    | 5      | 2      | 386  | 61   |

1. 1 2  2012日韓女子リーグチャンピオンシップ、国際女子サッカークラブ選手権2012の成績
2. 1 2  国際女子サッカークラブ選手権2013の成績

- 日本女子サッカーリーグ
  - 初出場 - 2009年4月12日 なでしこリーグ ディビジョン1 第1節 ジェフユナイテッド市原・千葉レディース戦 (神戸総合運動公園ユニバー記念競技場)

- WEリーグ
  - 初出場 - 2021年9月12日 第1節 大宮アルディージャVENTUS戦 (ノエビアスタジアム)[26]
  - 初得点 - 2022年10月22日 第1節 ちふれASエルフェン埼玉戦 (ユアテックスタジアム仙台)[26]

- 国内リーグ戦出場数
  - 通算100試合出場 - 2015年4月19日 2015プレナスなでしこリーグ1部 第4節 伊賀FCくノ一戦 (ノエビアスタジアム)
  - 通算150試合出場 - 2017年9月27日 2017プレナスなでしこリーグ1部 第15節 伊賀FCくノ一戦 (ノエビアスタジアム)
  - 通算200試合出場 - 2020年11月15日 2020プレナスなでしこリーグ1部 第17節 セレッソ大阪堺レディース戦 (ヤンマースタジアム長居)
  - 通算250試合出場 - 2024年3月3日 2023-24 WEリーグ 第9節 AC長野パルセイロ・レディース戦 (ユアテックスタジアム仙台)

### 代表
- 2011年5月14日 - 日本代表初出場 -  アメリカ合衆国戦 (国際親善試合)
- 2013年7月20日 - 日本代表初得点 -  中華人民共和国戦 (東アジアカップ2013)

#### 主な選出歴
- U-15大阪府選抜
- U-18大阪府選抜8
- 国民体育大会 滋賀県選抜 (2008年)、兵庫県選抜 (2009年)
- U-19日本女子代表
- U-20日本女子代表
  - 2010年 - 2010 FIFA U-20女子ワールドカップ
- 日本女子代表（なでしこジャパン）
  - 2014年 - 2014 AFC女子アジアカップ
  - 2014年 - 第17回アジア競技大会
  - 2018年 - 2018 AFC女子アジアカップ
  - 2018年 - 第18回アジア競技大会
  - 2019年 - 2019 FIFA女子ワールドカップ
  - 2019年 - EAFF E-1サッカー選手権2019
  - 2021年 - 2020年東京オリンピック

#### 試合数
| 日本代表 | 国際Aマッチ | 国際Aマッチ |
| 年       | 出場        | 得点        |
| -------- | ----------- | ----------- |
| 2011     | 2           | 0           |
| 2013     | 7           | 1           |
| 2014     | 12          | 4           |
| 2015     | 3           | 1           |
| 2016     | 7           | 1           |
| 2017     | 15          | 2           |
| 2018     | 19          | 4           |
| 2019     | 13          | 1           |
| 2020     | 3           | 0           |
| 2021     | 9           | 0           |
| 通算     | 90          | 14          |

2021年7月30日現在

#### 出場試合
| 出場試合一覧 | 出場試合一覧   | 出場試合一覧           | 出場試合一覧                               | 出場試合一覧         | 出場試合一覧 | 出場試合一覧 | 出場試合一覧                                 | 出場試合一覧 |
| #            | 開催日         | 開催都市               | スタジアム                                 | 対戦国               | 結果         | 監督         | 大会                                         | 出典         |
| ------------ | -------------- | ---------------------- | ------------------------------------------ | -------------------- | ------------ | ------------ | -------------------------------------------- | ------------ |
| 1            | 2011年5月14日  | コロンバス             | コロンバス・クルー・スタジアム             | アメリカ合衆国       | ● 0-2        | 佐々木則夫   | 国際親善試合 ～アメリカ遠征～                | [ 27 ]       |
| 2            | 2011年5月18日  | ケーリー               | ウェイクメド・サッカー・パーク             | アメリカ合衆国       | ● 0-2        | 佐々木則夫   | 国際親善試合 ～アメリカ遠征～                | [ 28 ]       |
| 3            | 2013年3月11日  | ファロ ／ ローレ       | エスタディオ・アルガルヴェ                 | デンマーク           | ○ 2-0        | 佐々木則夫   | アルガルヴェ・カップ2013                     | [ 29 ]       |
| 4            | 2013年3月13日  | ファロ ／ ローレ       | エスタディオ・アルガルヴェ                 | 中華人民共和国       | ○ 1-0        | 佐々木則夫   | アルガルヴェ・カップ2013                     | [ 30 ]       |
| 5            | 2013年6月26日  | バートン               | ピレリ・スタジアム                         | イングランド         | △ 1-1        | 佐々木則夫   | 国際親善試合                                 | [ 31 ]       |
| 6            | 2013年7月20日  | ソウル                 | ソウルワールドカップ競技場                 | 中華人民共和国       | ○ 2-0        | 佐々木則夫   | 東アジアカップ2013                           | [ 32 ]       |
| 7            | 2013年7月25日  | 華城                   | 華城総合運動場                             | 北朝鮮               | △ 0-0        | 佐々木則夫   | 東アジアカップ2013                           | [ 33 ]       |
| 8            | 2013年7月27日  | ソウル                 | 蚕室総合運動場                             | 韓国                 | ● 1-2        | 佐々木則夫   | 東アジアカップ2013                           | [ 34 ]       |
| 9            | 2013年9月22日  | 諫早                   | 長崎県立総合運動公園陸上競技場             | ナイジェリア         | ○ 2-0        | 佐々木則夫   | 国際親善試合                                 | [ 35 ]       |
| 10           | 2014年3月7日   | パルシャル             | ベラ・ヴィスタ市営スタジアム               | デンマーク           | ○ 1-0        | 佐々木則夫   | アルガルヴェ・カップ2014                     | [ 36 ]       |
| 11           | 2014年5月8日   | 大阪                   | キンチョウスタジアム                       | ニュージーランド     | ○ 2-1        | 佐々木則夫   | なでしこジャパンWORLD MATCH                  | [ 37 ]       |
| 12           | 2014年5月14日  | ホーチミン             | トンニャット・スタジアム                   | オーストラリア       | △ 2-2        | 佐々木則夫   | 2014 AFC女子アジアカップ                     | [ 38 ]       |
| 13           | 2014年5月18日  | トゥーザウモット       | ビンズオン・スタジアム                     | ヨルダン             | ○ 7-0        | 佐々木則夫   | 2014 AFC女子アジアカップ                     | [ 39 ]       |
| 14           | 2014年5月22日  | ホーチミン             | トンニャット・スタジアム                   | 中華人民共和国       | ○ 2-1(延長)  | 佐々木則夫   | 2014 AFC女子アジアカップ                     | [ 40 ]       |
| 15           | 2014年5月25日  | ホーチミン             | トンニャット・スタジアム                   | オーストラリア       | ○ 1-0        | 佐々木則夫   | 2014 AFC女子アジアカップ                     | [ 41 ]       |
| 16           | 2014年9月13日  | 天童                   | NDソフトスタジアム山形                     | ガーナ               | ○ 5-0        | 佐々木則夫   | なでしこジャパンWORLD MATCH                  | [ 42 ]       |
| 17           | 2014年9月15日  | 仁川                   | 仁川南洞アジアードラグビー競技場           | 中華人民共和国       | △ 0-0        | 佐々木則夫   | 第17回アジア競技大会                         | [ 43 ]       |
| 18           | 2014年9月18日  | 仁川                   | 仁川南洞アジアードラグビー競技場           | ヨルダン             | ○ 12-0       | 佐々木則夫   | 第17回アジア競技大会                         | [ 44 ]       |
| 19           | 2014年9月22日  | 仁川                   | 仁川文鶴競技場                             | チャイニーズタイペイ | ○ 3-0        | 佐々木則夫   | 第17回アジア競技大会                         | [ 45 ]       |
| 20           | 2014年9月26日  | 華城                   | 華城総合運動場                             | 香港                 | ○ 9-0        | 佐々木則夫   | 第17回アジア競技大会                         | [ 46 ]       |
| 21           | 2014年9月29日  | 仁川                   | 仁川サッカー競技場                         | ベトナム             | ○ 3-0        | 佐々木則夫   | 第17回アジア競技大会                         | [ 47 ]       |
| 22           | 2015年8月4日   | 武漢                   | 武漢体育中心                               | 韓国                 | ● 1-2        | 佐々木則夫   | 東アジアカップ2015                           | [ 48 ]       |
| 23           | 2015年8月8日   | 武漢                   | 武漢体育中心                               | 中華人民共和国       | ○ 2-0        | 佐々木則夫   | 東アジアカップ2015                           | [ 49 ]       |
| 24           | 2015年11月29日 | フォ－レンダム         | FCフォーレンダムスタジアム                 | オランダ             | ● 1-3        | 佐々木則夫   | 国際親善試合                                 | [ 50 ]       |
| 25           | 2016年2月29日  | 大阪                   | キンチョウスタジアム                       | オーストラリア       | ● 1-3        | 佐々木則夫   | リオデジャネイロオリンピック・アジア最終予選 | [ 51 ]       |
| 26           | 2016年3月2日   | 大阪                   | キンチョウスタジアム                       | 韓国                 | △ 1-1        | 佐々木則夫   | リオデジャネイロオリンピック・アジア最終予選 | [ 52 ]       |
| 27           | 2016年3月4日   | 大阪                   | キンチョウスタジアム                       | 中華人民共和国       | ● 1-2        | 佐々木則夫   | リオデジャネイロオリンピック・アジア最終予選 | [ 53 ]       |
| 28           | 2016年3月7日   | 大阪                   | キンチョウスタジアム                       | ベトナム             | ○ 6-1        | 佐々木則夫   | リオデジャネイロオリンピック・アジア最終予選 | [ 54 ]       |
| 29           | 2016年3月9日   | 大阪                   | キンチョウスタジアム                       | 北朝鮮               | ○ 1-0        | 佐々木則夫   | リオデジャネイロオリンピック・アジア最終予選 | [ 55 ]       |
| 30           | 2016年6月2日   | コマースシティ         | ディックス・スポーティング・グッズ・パーク | アメリカ合衆国       | △ 3-3        | 高倉麻子     | 国際親善試合                                 | [ 56 ]       |
| 31           | 2016年6月5日   | クリーブランド         | ファーストエナジー・スタジアム             | アメリカ合衆国       | ● 0-2        | 高倉麻子     | 国際親善試合                                 | [ 57 ]       |
| 32           | 2017年3月1日   | パルシャル             | ベラ・ヴィスタ市営スタジアム               | スペイン             | ● 1-2        | 高倉麻子     | アルガルヴェ・カップ2017                     | [ 58 ]       |
| 33           | 2017年3月3日   | パルシャル             | ベラ・ヴィスタ市営スタジアム               | アイスランド         | ○ 2-0        | 高倉麻子     | アルガルヴェ・カップ2017                     | [ 59 ]       |
| 34           | 2017年3月6日   | ファロ ／ ローレ       | エスタディオ・アルガルヴェ                 | ノルウェー           | ○ 2-0        | 高倉麻子     | アルガルヴェ・カップ2017                     | [ 60 ]       |
| 35           | 2017年3月8日   | ファロ ／ ローレ       | エスタディオ・アルガルヴェ                 | オランダ             | ● 2-3        | 高倉麻子     | アルガルヴェ・カップ2017                     | [ 61 ]       |
| 36           | 2017年4月9日   | 熊本                   | 熊本県民総合運動公園陸上競技場             | コスタリカ           | ○ 3-0        | 高倉麻子     | キリンチャレンジカップ2017                   | [ 62 ]       |
| 37           | 2017年6月9日   | ブレダ                 | ラット・フェルレフ・スタディオン           | オランダ             | ○ 1-0        | 高倉麻子     | 国際親善試合 ～オランダ・ベルギー遠征～      | [ 63 ]       |
| 38           | 2017年6月13日  | ルーヴェン             | デン・ドリーフ                             | ベルギー             | △ 1-1        | 高倉麻子     | 国際親善試合 ～オランダ・ベルギー遠征～      | [ 64 ]       |
| 39           | 2017年7月27日  | シアトル               | センチュリーリンク・フィールド             | ブラジル             | △ 1-1        | 高倉麻子     | 2017 トーナメント・オブ・ネイションズ        | [ 65 ]       |
| 40           | 2017年7月30日  | サンディエゴ           | クアルコム・スタジアム                     | オーストラリア       | ● 2-4        | 高倉麻子     | 2017 トーナメント・オブ・ネイションズ        | [ 66 ]       |
| 41           | 2017年8月3日   | カーソン               | スタブハブ・センター                       | アメリカ合衆国       | ● 0-3        | 高倉麻子     | 2017 トーナメント・オブ・ネイションズ        | [ 67 ]       |
| 42           | 2017年10月22日 | 長野                   | 長野Uスタジアム                            | スイス               | ○ 2-0        | 高倉麻子     | MS&ADカップ2017                              | [ 68 ]       |
| 43           | 2017年11月24日 | アンマン               | キング・アブドゥッラー2世スタジアム        | ヨルダン             | ○ 2-0        | 高倉麻子     | 国際親善試合 ～ヨルダン遠征～                | [ 69 ]       |
| 44           | 2017年12月8日  | 千葉                   | フクダ電子アリーナ                         | 韓国                 | ○ 3-2        | 高倉麻子     | EAFF E-1 サッカー選手権 2017                 | [ 70 ]       |
| 45           | 2017年12月11日 | 千葉                   | フクダ電子アリーナ                         | 中華人民共和国       | ○ 1-0        | 高倉麻子     | EAFF E-1 サッカー選手権 2017                 | [ 71 ]       |
| 46           | 2017年12月15日 | 千葉                   | フクダ電子アリーナ                         | 北朝鮮               | ● 0-2        | 高倉麻子     | EAFF E-1 サッカー選手権 2017                 | [ 72 ]       |
| 47           | 2018年2月28日  | パルシャル             | ベラ・ヴィスタ市営スタジアム               | オランダ             | ● 2-6        | 高倉麻子     | アルガルヴェ・カップ2018                     | [ 73 ]       |
| 48           | 2018年3月2日   | パルシャル             | ベラ・ヴィスタ市営スタジアム               | アイスランド         | ○ 2-1        | 高倉麻子     | アルガルヴェ・カップ2018                     | [ 74 ]       |
| 49           | 2018年3月5日   | ファロ ／ ローレ       | エスタディオ・アルガルヴェ                 | デンマーク           | ○ 2-0        | 高倉麻子     | アルガルヴェ・カップ2018                     | [ 75 ]       |
| 50           | 2018年3月7日   | パルシャル             | ベラ・ヴィスタ市営スタジアム               | カナダ               | ● 0-2        | 高倉麻子     | アルガルヴェ・カップ2018                     | [ 76 ]       |
| 51           | 2018年4月1日   | 諫早                   | トランスコスモススタジアム長崎             | ガーナ               | ○ 7-1        | 高倉麻子     | MS&ADカップ2018                              | [ 77 ]       |
| 52           | 2018年4月7日   | アンマン               | キング・アブドゥッラー2世スタジアム        | ベトナム             | ○ 4-0        | 高倉麻子     | 2018 AFC女子アジアカップ                     | [ 78 ]       |
| 53           | 2018年4月13日  | アンマン               | アンマン国際スタジアム                     | オーストラリア       | △ 1-1        | 高倉麻子     | 2018 AFC女子アジアカップ                     | [ 79 ]       |
| 54           | 2018年4月17日  | アンマン               | キング・アブドゥッラー2世スタジアム        | 中華人民共和国       | ○ 3-1        | 高倉麻子     | 2018 AFC女子アジアカップ                     | [ 80 ]       |
| 55           | 2018年4月20日  | アンマン               | アンマン国際スタジアム                     | オーストラリア       | ○ 1-0        | 高倉麻子     | 2018 AFC女子アジアカップ                     | [ 81 ]       |
| 56           | 2018年6月10日  | ウェリントン           | ウエストパック・スタジアム                 | ニュージーランド     | ○ 3-1        | 高倉麻子     | 国際親善試合                                 | [ 82 ]       |
| 57           | 2018年7月26日  | カンザスシティ         | チルドレンズ・マーシー・パーク             | アメリカ合衆国       | ● 2-4        | 高倉麻子     | 2018 トーナメント・オブ・ネイションズ        | [ 83 ]       |
| 58           | 2018年7月29日  | イーストハートフォード | プラット・アンド・ホイットニー・スタジアム | ブラジル             | ● 1-2        | 高倉麻子     | 2018 トーナメント・オブ・ネイションズ        | [ 84 ]       |
| 59           | 2018年8月2日   | シカゴ                 | トヨタ・パーク                             | オーストラリア       | ● 0-2        | 高倉麻子     | 2018 トーナメント・オブ・ネイションズ        | [ 85 ]       |
| 60           | 2018年8月16日  | パレンバン             | ブミ・シュリーヴィジャヤ・スタジアム       | タイ                 | ○ 2-0        | 高倉麻子     | 第18回アジア競技大会                         | [ 86 ]       |
| 61           | 2018年8月21日  | パレンバン             | ゲロラ・シュリーヴィジャヤ・スタジアム     | ベトナム             | ○ 7-0        | 高倉麻子     | 第18回アジア競技大会                         | [ 87 ]       |
| 62           | 2018年8月25日  | パレンバン             | ゲロラ・シュリーヴィジャヤ・スタジアム     | 北朝鮮               | ○ 2-1        | 高倉麻子     | 第18回アジア競技大会                         | [ 88 ]       |
| 63           | 2018年8月28日  | パレンバン             | ゲロラ・シュリーヴィジャヤ・スタジアム     | 韓国                 | ○ 2-1        | 高倉麻子     | 第18回アジア競技大会                         | [ 89 ]       |
| 64           | 2018年8月31日  | パレンバン             | ゲロラ・シュリーヴィジャヤ・スタジアム     | 中華人民共和国       | ○ 1-0        | 高倉麻子     | 第18回アジア競技大会                         | [ 90 ]       |
| 65           | 2018年11月11日 | 鳥取                   | 鳥取市営サッカー場・バードスタジアム       | ノルウェー           | ○ 4-1        | 高倉麻子     | 国際親善試合                                 | [ 91 ]       |
| 66           | 2019年2月27日  | チェスター             | タレン・エナジー・スタジアム               | アメリカ合衆国       | △ 2-2        | 高倉麻子     | 2019 シービリーブスカップ                    | [ 92 ]       |
| 67           | 2019年3月2日   | ナッシュビル           | ニッサン・スタジアム                       | ブラジル             | ○ 3-1        | 高倉麻子     | 2019 シービリーブスカップ                    | [ 93 ]       |
| 68           | 2019年4月4日   | オセール               | スタッド・アッベ・デシャン                 | フランス             | ● 1-3        | 高倉麻子     | 国際親善試合 ～ヨーロッパ遠征～              | [ 94 ]       |
| 69           | 2019年4月9日   | パーダーボルン         | ベンテラー・アレーナ                       | ドイツ               | △ 2-2        | 高倉麻子     | 国際親善試合 ～ヨーロッパ遠征～              | [ 95 ]       |
| 70           | 2019年6月2日   | ル・トゥケ             | スタッド・ジェラール・ウリエ               | スペイン             | △ 1-1        | 高倉麻子     | 国際親善試合                                 | [ 96 ]       |
| 71           | 2019年6月10日  | パリ                   | パルク・デ・フランス                       | アルゼンチン         | △ 0-0        | 高倉麻子     | 2019 FIFA女子ワールドカップ                  | [ 97 ]       |
| 72           | 2019年6月14日  | レンヌ                 | ロアゾン・パルク                           | スコットランド       | ○ 2-1        | 高倉麻子     | 2019 FIFA女子ワールドカップ                  | [ 98 ]       |
| 73           | 2019年6月19日  | ニース                 | スタッド・ド・ニース                       | イングランド         | ● 0-2        | 高倉麻子     | 2019 FIFA女子ワールドカップ                  | [ 99 ]       |
| 74           | 2019年6月25日  | レンヌ                 | ロアゾン・パルク                           | オランダ             | ● 1-2        | 高倉麻子     | 2019 FIFA女子ワールドカップ                  | [ 100 ]      |
| 75           | 2019年10月6日  | 静岡                   | IAIスタジアム日本平                        | カナダ               | ○ 4-0        | 高倉麻子     | 国際親善試合                                 | [ 101 ]      |
| 76           | 2019年11月10日 | 北九州                 | 北九州スタジアム                           | 南アフリカ共和国     | ○ 2-0        | 高倉麻子     | MS&ADカップ2019                              | [ 102 ]      |
| 77           | 2019年12月11日 | 釜山                   | 釜山アジアド主競技場                       | チャイニーズタイペイ | ○ 9-0        | 高倉麻子     | EAFF E-1サッカー選手権2019                   | [ 103 ]      |
| 78           | 2019年12月17日 | 釜山                   | 九徳総合運動場                             | 韓国                 | ○ 1-0        | 高倉麻子     | EAFF E-1サッカー選手権2019                   | [ 104 ]      |
| 79           | 2020年3月5日   | オーランド             | エクスプロリア・スタジアム                 | スペイン             | ● 1-3        | 高倉麻子     | 2020 シービリーブスカップ                    | [ 105 ]      |
| 80           | 2020年3月8日   | ハリソン               | レッドブル・アリーナ                       | イングランド         | ● 0-1        | 高倉麻子     | 2020 シービリーブスカップ                    | [ 106 ]      |
| 81           | 2020年3月11日  | フリスコ               | トヨタ・スタジアム                         | アメリカ合衆国       | ● 1-3        | 高倉麻子     | 2020 シービリーブスカップ                    | [ 107 ]      |
| 82           | 2021年4月8日   | 仙台                   | ユアテックスタジアム仙台                   | パラグアイ           | ○ 7-0        | 高倉麻子     | 国際親善試合                                 | [ 108 ]      |
| 83           | 2021年4月11日  | 新宿                   | 国立競技場                                 | パナマ               | ○ 7-0        | 高倉麻子     | 国際親善試合                                 | [ 109 ]      |
| 84           | 2021年6月10日  | 広島                   | エディオンスタジアム広島                   | ウクライナ           | ○ 8-0        | 高倉麻子     | 国際親善試合                                 | [ 110 ]      |
| 85           | 2021年6月13日  | 宇都宮                 | カンセキスタジアムとちぎ                   | メキシコ             | ○ 5-1        | 高倉麻子     | MS&ADカップ2021                              | [ 111 ]      |
| 86           | 2021年7月14日  | 亀岡                   | サンガスタジアム by KYOCERA                | オーストラリア       | ○ 1-0        | 高倉麻子     | MS&ADカップ2021                              | [ 112 ]      |
| 87           | 2021年7月21日  | 札幌                   | 札幌ドーム                                 | カナダ               | △ 1-1        | 高倉麻子     | 2020年東京オリンピック                       | [ 113 ]      |
| 88           | 2021年7月24日  | 札幌                   | 札幌ドーム                                 | イギリス             | ● 0-1        | 高倉麻子     | 2020年東京オリンピック                       | [ 114 ]      |
| 89           | 2021年7月27日  | 利府                   | 宮城スタジアム                             | チリ                 | ○ 1-0        | 高倉麻子     | 2020年東京オリンピック                       | [ 115 ]      |
| 90           | 2021年7月30日  | さいたま               | 埼玉スタジアム2002                         | スウェーデン         | ● 1-3        | 高倉麻子     | 2020年東京オリンピック                       | [ 116 ]      |

#### ゴール
| ゴール一覧 | ゴール一覧     | ゴール一覧       | ゴール一覧                             | ゴール一覧     | ゴール一覧 | ゴール一覧 | ゴール一覧 | ゴール一覧                                   | ゴール一覧 |
| #          | 開催日         | 開催都市         | スタジアム                             | 対戦国         | スコア     | 最終結果   | 監督       | 大会                                         | 出典       |
| ---------- | -------------- | ---------------- | -------------------------------------- | -------------- | ---------- | ---------- | ---------- | -------------------------------------------- | ---------- |
| 1.         | 2013年7月20日  | ソウル           | ソウルワールドカップ競技場             | 中華人民共和国 | 2-0        | ○ 2-0      | 佐々木則夫 | 東アジアカップ2013                           | [ 32 ]     |
| 2.         | 2014年5月18日  | トゥーザウモット | ビンズオン・スタジアム                 | ヨルダン       | 2-0        | ○ 7-0      | 佐々木則夫 | 2014 AFC女子アジアカップ                     | [ 39 ]     |
| 3.         | 2014年5月18日  | トゥーザウモット | ビンズオン・スタジアム                 | ヨルダン       | 5-0        | ○ 7-0      | 佐々木則夫 | 2014 AFC女子アジアカップ                     | [ 39 ]     |
| 4.         | 2014年9月13日  | 天童             | NDソフトスタジアム山形                 | ガーナ         | 5-0        | ○ 5-0      | 佐々木則夫 | なでしこジャパンWORLD MATCH                  | [ 42 ]     |
| 5.         | 2014年9月26日  | 華城             | 華城総合運動場                         | 香港           | 3-0        | ○ 9-0      | 佐々木則夫 | 第17回アジア競技大会                         | [ 46 ]     |
| 6.         | 2015年8月4日   | 武漢             | 武漢体育中心                           | 韓国           | 1-0        | ● 1-2      | 佐々木則夫 | 東アジアカップ2015                           | [ 48 ]     |
| 7.         | 2016年3月7日   | 大阪             | キンチョウスタジアム                   | ベトナム       | 4-1        | ○ 6-1      | 佐々木則夫 | リオデジャネイロオリンピック・アジア最終予選 | [ 54 ]     |
| 8.         | 2017年10月22日 | 長野             | 長野Uスタジアム                        | スイス         | 1-0        | ○ 2-0      | 高倉麻子   | 国際親善試合                                 | [ 68 ]     |
| 9.         | 2017年12月8日  | 千葉             | フクダ電子アリーナ                     | 韓国           | 2-1        | ○ 3-2      | 高倉麻子   | EAFF E-1 サッカー選手権 2017                 | [ 70 ]     |
| 10.        | 2018年2月28日  | パルシャル       | ベラ・ヴィスタ市営スタジアム           | オランダ       | 1-4        | ● 2-6      | 高倉麻子   | アルガルヴェ・カップ2018                     | [ 73 ]     |
| 11.        | 2018年4月1日   | 諫早             | トランスコスモススタジアム長崎         | ガーナ         | 4-1        | ○ 7-1      | 高倉麻子   | MS&ADカップ2018                              | [ 77 ]     |
| 12.        | 2018年4月7日   | アンマン         | キング・アブドゥッラー2世スタジアム    | ベトナム       | 2-0        | ○ 4-0      | 高倉麻子   | 2018 AFC女子アジアカップ                     | [ 78 ]     |
| 13.        | 2018年8月21日  | パレンバン       | ゲロラ・シュリーヴィジャヤ・スタジアム | ベトナム       | 3-0        | ○ 7-0      | 高倉麻子   | 第18回アジア競技大会                         | [ 87 ]     |
| 14.        | 2019年2月27日  | チェスター       | タレン・エナジー・スタジアム           | アメリカ合衆国 | 1-1        | △ 2-2      | 高倉麻子   | 2019 シービリーブスカップ                    | [ 92 ]     |

## タイトル

### クラブ
- INAC神戸レオネッサ
  - WEリーグ: 1回 (2021-22)
  - 日本女子サッカーリーグ: 3回 (2011, 2012, 2013)
  - 皇后杯全日本女子サッカー選手権大会: 6回 (2010, 2011, 2012, 2013, 2015, 2016)
  - なでしこリーグカップ: 1回 (2013)
  - 日韓女子リーグチャンピオンシップ: 1回 (2012)

### 代表
- 日本代表（なでしこジャパン）
  - AFC女子アジアカップ： 2回 （2014, 2018）
  - アジア競技大会： 1回 （2018）

### 個人
- なでしこリーグ
  - ベストイレブン: 4回 (2013、2017、2018、2019)
  - 敢闘賞: 2回 (2017、2018)

- WEリーグ
  - 優秀選手賞: 1回 (2021-22)